# دیدبانی خودکشی
دیدبانی خودکشی به عملی گفته می‌شود که در آن یک یا چند تن اقدام به مواظب و پایش شخص یا اشخاصی می‌کنند که احتمال ارتکاب خودکشی بر آن‌ها می‌رود. دیدبانی خودکشی در واقع فعالیتی است در جهت پیشگیری از خودکشی. این عمل معمولاً در مکان‌هایی همچون زندان، بیمارستان، بیمارستان روانپزشکی و پایگاه نظامی – که در آن‌ها این احتمال وجود دارد که بیمار، زندانی یا سرباز دست به خودکشی بزند – توسط مأموران و مراقبان انجام می‌شود. اگر احساس شود که فردی به گونه‌ای قصد خودآزاری دارد، وی را تحت دیدبانی خودکشی قرار می‌دهند.

## اشکال
اشکال گوناگونی از دیدبانی خودکشی وجود دارد. مثلاً ممکن است زندانبان یا پرستار به‌طور مداوم یا پی در پی فردی رو مورد دیدبانی قرار داده و در صورت لزوم از خودکشی وی پیشگیری به عمل آورند. از مهم‌ترین اشکال دیدبانی می‌توان به موارد زیر اشاره کرد.

### دیدبانی دوره‌ای
دیدبانی خودکشی دوره که در بیشتر بیمارستان‌های روانپزشکی امری شناخته شده‌است، به معنای آن است که در دوره‌های مشخص زمانی فرد مظنون به خودکشی زیر نظر گرفته شود.

### دیدبانی شدید
دیدبانی شدید نیز حالتی است که در آن فردی را به منظور دیدبانی دائم و به‌طور مستقیم یا غیرمستقیم استخدام می‌کنند.